# النا (نام کوچک)
النا نامی زنانه با ریشه یونانی به معنی نور درخشان است. این نام در زبان لاتین به معنای زیباترین زن دنیا است.

## افراد سرشناس
- النا آبراتسووا، خواننده اپرا اهل روسیه
- النا آرویگو، بازیگر اهل ایتالیا
- النا آزارووا، شناگر اهل روسیه
- النا آلبو، بازیگر اهل رومانی
- النا آلتیری، هنرپیشه اهل ایتالیا
- النا آنایا، بازیگر اهل اسپانیا
- النا آندریچوا، مستندساز اهل اوکراین
- النا آندریش، وزنه‌بردار اهل رومانی
- النا اسموروا، بازیکن واترپلو اهل روسیه
- النا اوریابینسکایا قایقران اهل روسیه
- النا اوسیووا، کماندار اهل روسیه
- النا ایروئتا، بازیگر اهل اسپانیا
- النا ایلینیخ، رقصنده روی یخ اهل روسیه
- النا بارانووا، بازیکن بسکتبال اهل شوروی
- النا بارولو، هنرپیشه اهل ایتالیا
- النا بالتاچا، تنیس‌باز اهل بریتانیا
- النا بایستروس، بازیگر اهل اسپانیا
- النا براسلاوسکی، نوازنده پیانو اهل آمریکا
- النا برتوکی، شریجه‌رو اهل ایتالیا
- النا برژنایا، اسکیت‌باز نمایشی اهل روسیه
- النا برکووا، بازیگر پورنوگرافی اهل روسیه
- النا بریوخووتس، تنیس‌باز اهل شوروی
- النا بشکی، اسکیت‌باز نمایشی اهل روسیه
- النا بندر، قایقران اهل رومانی
- النا بنیتز، تکواندوکار اهل اسپانیا
- النا بوگدان، تنیس‌باز اهل رومانی
- النا بوینا، تنیس‌باز اهل روسیه
- النا پاپاراتسو، بازیکن بسکتبال اهل ایتالیا
- النا پامپولووا، تنیس‌باز اهل بلغارستان
- النا پاول، بازیکن فوتبال اهل رومانی
- النا پروکوفیوا، شناگر اهل روسیه
- النا پودزامسکا، بازیگر اهل اسلواکی
- النا پورسنیوک، بازیکن فوتبال اهل مولداوی
- النا پونیاتوسکا، خبرنگار اهل مکزیک
- النا پیترینی، بازیکن والیبال اهل ایتالیا
- النا پیروژکووا، کشتی‌گیر اهل آمریکا
- النا پیسکون، ژیمناست اهل بلاروس
- النا تاتارکووا، تنیس‌باز اهل اوکراین
- النا ترخوا، بازیکن فوتبال اهل روسیه
- النا تریشینا، قایقران اهل اوکراین
- النا تساگرینو، بازیگر اهل یونان
- النا تکاچنکو، ژیمناست اهل بلاروس
- النا تمنیکوا، خواننده اهل روسیه
- النا تورکن، بازیکن فوتبال اهل مولداوی
- النا تورنیکیدو، بازیکن بسکتبال اهل ازبکستان شوروی
- النا توکون، بازیکن واترپلو اهل روسیه
- النا تونتا، کماندار اهل ایتالیا
- النا تونونتس، بازیگر اهل روسیه
- النا توماس، ژیمناست اهل شوروی
- النا تیمینا، تنیس‌باز روی میز اهل هلند
- النا جورجسکو، قایقران روئینگ اهل رومانی
- النا جیخاروا، بازیکن فوتبال اهل روسیه
- النا جیلی، بازیکن واترپلو اهل ایتالیا
- النا چائوشسکو، سیاستمدار اهل رومانی
- النا چکینی، دوچرخه‌سوار اهل ایتالیا
- النا خوروستالوا، ورزشکار دوگانه اهل شوروی
- النا دانیلووا، بازیکن فوتبال اهل روسیه
- النا دل دون، بازیکن بسکتبال اهل آمریکا
- النا دنچتچیک، بازیکن فوتبال اهل روسیه
- النا دوبریتسویو، قایقران اهل رومانی
- النا دولگوپولووا، ژیمناست اهل روسیه
- النا دونت، بازیکن فوتبال اهل بلژیک
- النا دیمنتیوا، تنیس‌باز اهل روسیه
- النا رادو، قایقران اهل رومانی
- النا رادونیچیچ، هنرپیشه اهل ایتالیا
- النا رانگالدیر، اسکیت‌باز اهل ایتالیا
- النا روتکوفسکا، بازیگر، موسیقی‌دان و خواننده اهل لهستان
- النا روخو، هنرپیشه اهل مکزیک
- النا روسو، هنرپیشه اهل ایتالیا
- النا ریباکینا، تنیس‌باز اهل روسیه
- النا ریستسکا، خواننده اهل مقدونیه
- النا ریناچ، تنیس‌باز اهل آفریقای جنوبی
- النا زارسکی، هنرپیشه اهل آرژانتین
- النا زامولودچیکووا، ژیمناست اهل روسیه
- النا ژردی، هنرپیشه اهل اسپانیا
- النا ساتینی، بازیگر و خواننده اهل گرجستان-آمریکا
- النا سادیکو، بازیکن فوتبال اهل سوئد
- النا سانتارلی، هنرپیشه اهل ایتالیا
- النا سانچس، بازیکن واترپلو اهل اسپانیا
- النا سانگرو، هنرپیشه اهل ایتالیا
- النا سستر، بازیکن فوتبال اهل ایتالیا
- النا سکلیچی، ژیمناست اهل رومانی
- النا سمیکینا، بازیگر اهل روسیه-کانادا
- النا سوسلووا، بازیکن فوتبال اهل شوروی
- النا سوفیا ریچی، هنرپیشه اهل ایتالیا
- النا سوکولوا، شناگر اهل روسیه
- النا سیاک، بازیکن بسکتبال اهل فرانسه
- النا شاروکینا، کارآفرینی اهل روسیه
- النا شگالوا، بازیکن فوتبال اهل روسیه
- النا فابریتسی، هنرپیشه اهل ایتالیا
- النا فرانته، نویسنده اهل ایتالیا
- النا فوریاسه، هنرپیشه اهل اسپانیا
- النا فومینا، بازیکن فوتبال اهل روسیه
- النا فیشر، شخصیت ساختگی بازی‌های ویدئویی آنچارتد
- النا فیوره، هنرپیشه اهل ایتالیا
- النا کاتانیو، سیاستمدار اهل ایتالیا
- النا کارپوا، بازیکن بسکتبال اهل شوروی
- النا کارپوچینا، ژیمناست اهل شوروی
- النا کالانتاریان، کرم‌شناس اهل ارمنستان
- النا کرییونوسوا، بازیکن والیبال اهل اوکراین
- النا کوتا، هنرپیشه اهل ایتالیا
- النا کوچی، بازیگر اهل ایتالیا
- النا کورنارو پیسکوپیا، فیلسوف اهل ایتالیا
- النا کومپوریس، بازیگر اهل آمریکا
- النا کونتی، زیست‌شناس مولکولی اهل ایتالیا
- النا کونوننکو، شناگر اهل شوروی
- النا کونونوا، بازیکن فوتبال اهل شوروی
- النا کویریچی، کاراته‌کای اهل سوئیس
- النا کیگن، قاضی اهل آمریکا
- النا کیلیاندر، معمار اهل فنلاند
- النا گئورگی، خواننده اهل رومانی
- النا گروشوا، ژیمناست اهل روسیه
- النا گروشینا، رقصنده روی یخ اهل اوکراین
- النا گکو، شناگر اهل ایتالیا
- النا گورولووا، فعال حقوق بشر اهل چک
- النا گومز، ژیمناست اهل اسپانیا
- النا گیورکا، قایقران اهل رومانی
- النا لئوشتئانو، ژیمناست اهل رومانی
- النا لاپونوا، شناگر اهل اوکراین
- النا لاشمانووا، دونده اهل روسیه
- النا لشچینسکا، بازیگر روسی‌الاصل اهل لهستان
- النا لوپس، ژیمناست ریتمیک اهل اسپانیا
- النا لوندا، هنرپیشه اهل ایتالیا
- النا لیادووا، بازیگر اهل روسیه
- النا لیاشنکو، اسکیت‌باز نمایشی اهل اوکراین
- النا لیخوفستوا، تنیس‌باز اهل روسیه
- النا لیساچوا، بازیکن فوتبال اهل روسیه
- النا لیناری، بازیکن فوتبال اهل ایتالیا
- النا ماتوس، اسکی‌باز اهل ایتالیا
- النا مارگاریت، ژیمناست اهل رومانی
- النا ماکارووا، تنیس‌باز اهل روسیه
- النا مانفردینی، معمار اهل ایتالیا
- النا مایورووا، بازیگر اهل شوروی
- النا مدود، بازیکن فوتبال اهل روسیه
- النا موخینا، ژیمناست اهل شوروی
- النا مورزینا، ژیمناست اهل روسیه
- النا موروزوا، بازیکن فوتبال اهل روسیه
- النا میخایلیچنکو، بازیکن هندبال اهل روسیه
- النا میلاشینا، روزنامه‌نگار اهل روسیه
- النا نوذدران، بدمینتون‌باز اهل اوکراین
- النا نویکوا-بلووا، شمشیرباز اهل شوروی
- النا وارتسی، هنرپیشه اهل ایتالیا
- النا واردانیان، بازیگر اهل ارمنستان
- النا والووا، اسکیت‌باز نمایشی اهل شوروی
- النا وایتسخوفکایا، شیرجه‌رو اهل شوروی
- النا وردوگو، هنرپیشه اهل آمریکا
- النا ورونکینا، بازیکن والیبال اهل اوکراین
- النا وسنینا، تنیس‌باز اهل روسیه
- النا ویویانی، اسکیت‌باز سرعت اهل ایتالیا
- النا هانوشووا، بازیکن بسکتبال اهل چک
- النا هاور، بازیکن فوتبال اهل آلمان
- النا هوروات، قایقران اهل رومانی
- النا هولمبرگ، دیپلمات اهل آرژانتین
- النا یاکوولوا، بازیگر اهل روسیه
- دوشس النا ولادیمیرونای روسیه
- شاهدخت النا، شاهدخت اسپانیا